# Schlacht an der Weichsel (1914)
1914

Ostpreußische Operation (Stallupönen, Gumbinnen, Tannenberg, Masurische Seen) – Galizien (Kraśnik, Komarów, Gnila Lipa, Lemberg,
Rawa Ruska) – Przemyśl – Weichsel – Krakau – Łódź – Limanowa–Lapanow – Karpaten
1915

Humin – Masuren – Zwinin – Przasnysz – Gorlice-Tarnów – Bug-Offensive – Narew-Offensive – Großer Rückzug – Nowogeorgiewsk – Rowno – Swenziany-Offensive
1916

Naratsch-See – Brussilow-Offensive – Baranowitschi-Offensive
1917

Aa – Kerenski-Offensive (Zborów) – Tarnopol-Offensive – Riga – Unternehmen Albion
1918

Operation Faustschlag – Krim
Die Schlacht an der Weichsel, auch bekannt als die Schlacht von Warschau, fand im Ersten Weltkrieg im Herbst 1914 an der Ostfront statt. Nachdem die Russische Armee die österreichisch-ungarische Armee in der Schlacht von Lemberg geschlagen und den größten Teil Galiziens eingenommen hatte, befahl der deutsche Oberbefehlshaber an der Ostfront, Paul von Hindenburg, zur Entlastung der Österreicher eine Offensive gegen die russischen Linien im Gebiet um Warschau. Sie endete mit einem russischen Abwehrerfolg gegen die Mittelmächte und brachte keine Veränderungen.

## Gesamtlage der Ostfront im September 1914
Am 11. September wurde die in östlicher Richtung auf Goldap verfolgende deutsche 8. Armee unter dem neuen Oberbefehlshaber von Below noch während der Schlacht an den Masurischen Seen an der Angerapp angehalten; sie hatte starke Kräfte nach Schlesien abzugeben und in Verteidigung überzugehen. Nach dem Scheitern der russischen Invasion Ostpreußens wurde der Oberbefehlshaber der Nordwestfront General Jakow Schilinski am 16. September durch General der Infanterie Nikolai Russki ersetzt. Die russische 1. Armee unter General von Rennenkampff wurde schnell aufgefrischt und war zwischen Suwałki und Augustów erneut im Vorgehen gegen die deutsche Grenze. Russki bereitete dabei die doppelte Umfassung deutscher Kräfte bei Schirwindt vor.
Zum Schutze Litauens war auch die Aufstellung der russischen 10. Armee unter General Wassili Pflug fast abgeschlossen, sie deckte die Festungsfront zwischen Kowno und Grodno gegen deutsche Vorstöße aus Ostpreußen. Am Narewabschnitt sicherte die russische Armeegruppe Narew unter General Nikolai Bobyr gegen Landsturmtruppen des deutschen Korps Zastrow. In Warschau lag das russische XXVII. Korps als Besatzung. Mitte September begann im Raum Pultusk die Neuaufstellung der bei Tannenberg zerschlagenen russischen 2. Armee, die Anfang Oktober auch den Befehl über den Festungsbereich von Warschau erhielt.
Im Kronland Galizien war nach dem russischen Durchbruch bei Rawa Ruska die Hauptstadt Lemberg verloren gegangen. Mitte September 1914 musste die geschlagene österreichische Armee die Sanlinie vor dem starken Druck der russischen Südwestfront aufgeben und sich auf die Wisłoka zurückziehen. Am 21. September wurde von der k.u.k. 3. Armee unter General Boroevic, der letzte östliche Sanbrückenkopf bei Jaroslau durch die Brigade Benigni aufgegeben. Die Festung Przemysl war dabei von der russischen 3. Armee unter Radko Dimitriew bis 26. September vollständig eingeschlossen worden und wurde belagert, was dem Chef der österreichisch-ungarischen Truppen General Conrad von Hötzendorf die nötige Zeit gab, sein Gros abzusetzen.
Die k.u.k 2. Armee unter General von Böhm-Ermolli ging vor der russischen 8. Armee bereits über Sanok und Lisko auf die Karpaten zurück. Im Norden war die k.u.k. 4. Armee unter Joseph Ferdinand zwischen Radymno und Medyka hinter den San, nördlicher anschließend die k.u.k. 1. Armee (Dankl) aufs westliche San-Ufer zwischen Leżajsk und Jaroslau zurückgegangen. Das schlesische Landwehrkorps unter General von Woyrsch hatte den Rückzug des linken Flügel der k.u.k. 1. Armee gewissenhaft gedeckt, musste hinter die Wisloka zurückgehen und verlegte wieder auf das nördliche Ufer der Weichsel.
An der Weichsel zwischen Annopol und der Festung Iwangorod befanden sich auf russischer Seite die Korpsgruppe Delsalle und starke Kavallerieverbände unter General Nowikow. Starke russische Kavalleriekräfte schoben sich nördlich der Weichsel bis an die Nida nach Westen vor.

## Lage bei den Mittelmächten
Die Bedrohung der Provinz Schlesien und der Hilferuf der Österreicher um Truppenhilfe zwangen den neu eingesetzten deutschen Generalstabschef Erich von Falkenhayn zum eiligen Eingreifen. Nach der noch unentschiedenen Schlacht an der Aisne, war von der Westfront – wo man noch um die Entscheidung rang – mit keinen weiteren Verstärkungen zu rechnen.
Im k.u.k. Hauptquartier in Neu-Sandez kam man nach dem Treffen Conrads mit General Ludendorff, dem Stabschef General Hindenburgs, am 18. September zum Entschluss, aus der Linie Kalisch – Beuthen einen Flankenstoß gegen die Weichsel zu führen, die einzige Möglichkeit den russischen Druck in Galizien aufzuheben.
Die in Ostpreußen stehende deutsche 8. Armee musste zwei Korps zur Aufstellung einer neuen Armee nach Schlesien abgeben. Die k.u.k. Heeresfront in Galizien (1., 2., 3., und 4. Armee) war vor dem russischen Druck mit 46 Divisionen Infanterie- (davon 8½ Divisionen Landsturm) und 11 Kavallerie-Divisionen auf das westliche San-Ufer zurückgegangen.
Die Masse der österreichischen Kräfte waren zwischen Przemyśl bis zur Weichsel bei Sandomir auf etwa 150 km Breite zusammengedrängt worden. Die Front am Dnjestr wurde von schwächeren Kräften und Landwehrtruppen notdürftig gedeckt. Bis Anfang Oktober konnte Conrad die schwer angeschlagene k.u.k. Heeresmacht in Galizien durch Ersatz wenigstens wieder auf eine Kampfstärke von 477.000 Mann, 27.000 Reitern und 1.578 Geschützen bringen.

## Aufmarsch der deutschen 9. Armee
Die neu aufzustellende 9. Armee sollte unter Generaloberst von Hindenburg stehen. Zur Verstärkung des deutschen Vorstoßes musste die k.u.k. 1. Armee unter General Viktor Dankl nördlich der Weichsel verlegen und den Schutz der rechten Flanke der 9. Armee übernehmen. Zunächst wurde das Garde-Reserve-Korps westlich von Kattowitz ausgeladen, gleichzeitig war das XX. Armee-Korps mit seiner Vorhut in Tschenstochau eingetroffen, dahinter folgten die Truppen des XVII. Armeekorps. Das XI. Armeekorps kam im Raum nordöstlich Krakau an und operierte eng mit dem schlesischen Landwehrkorps zusammen, das jetzt mit der noch fehlenden Artillerie versehen wurde. Beide Korps deckten bis zur Ankunft der Österreicher die Weichsellinie bei Sandomir und den Raum bis nördlich Kielce.
Bereits am 19. September ging die Hauptreserve von Posen und Breslau, die 19. und 21. Landwehr-Brigade bei Kalisch über die Grenze auf Sieradz vor und wurde zur Warthe vorgeschoben. Am 20. September wurde die Hauptreserve der Festung Thorn, die 35. Reserve-Division, aus dem Raum südlich von Mlawa nach Thorn transportiert, um von dort über Wlozlawek auf Lodz vorzugehen.
Bis zum 27. September hatte sich die Masse der deutschen 9. Armee zwischen Beuthen und Kreuzburg vollständig versammelt. Die für den Vormarsch angesetzten Kräfte der 9. Armee zählten insgesamt: 12 ½ Divisionen Infanterie (darunter 3 ½ Divisionen Landwehr) und eine Kavallerie-Division, zusammen etwa 188.000 Mann Infanterie, 8000 Reiter und 837 Geschütze.

## Lage bei den Russen

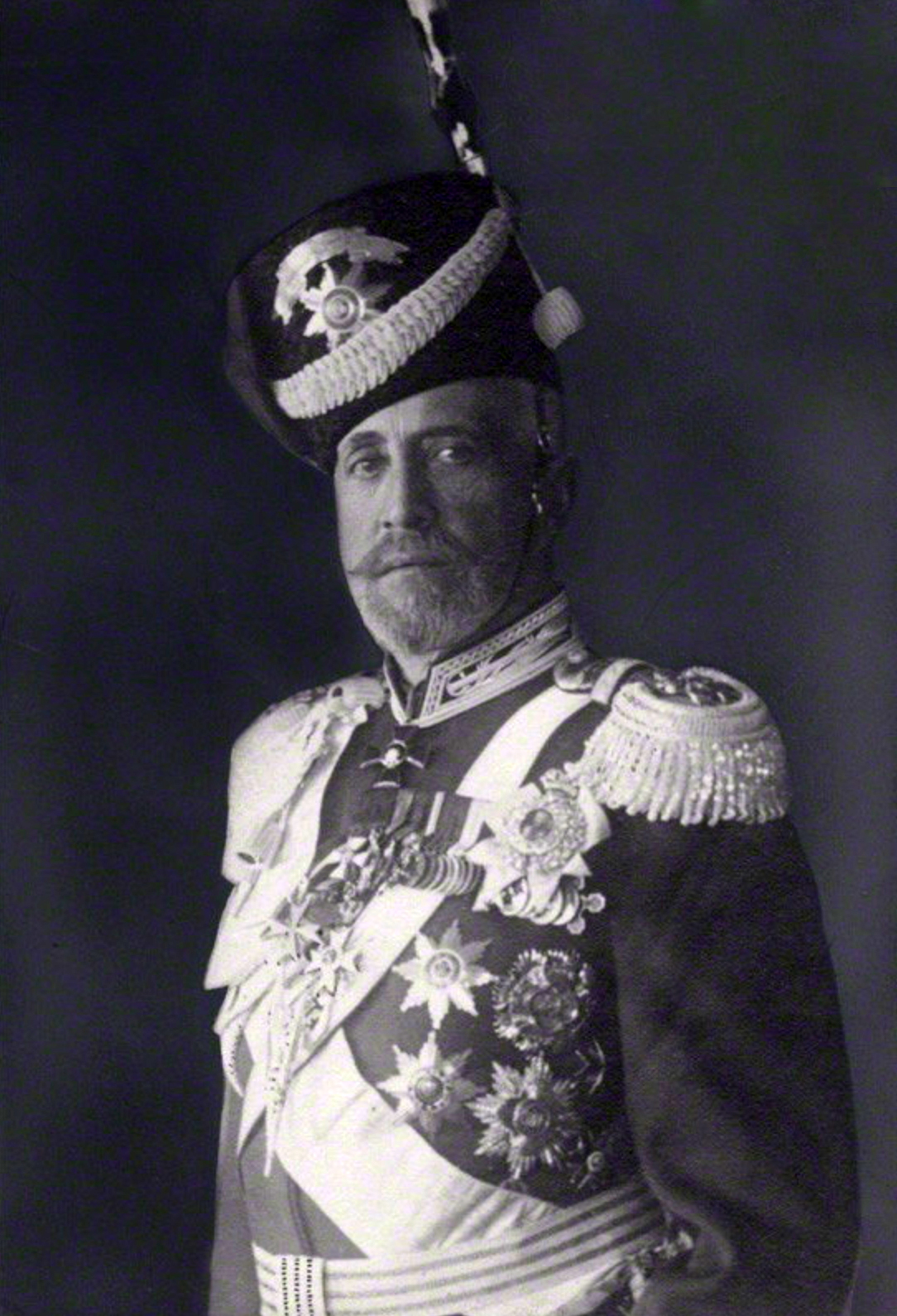
Großfürst Nikolai Nikolajewitsch, der russische Oberkommandierende

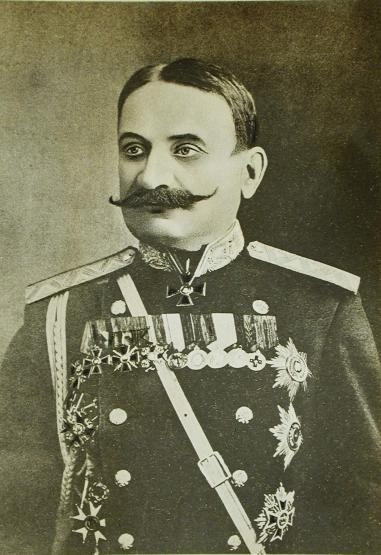
Pawel Plehwe, Oberbefehlshaber der russischen 5. Armee

Großfürst Nikolai Nikolajewitsch, der russische Oberkommandierende, schlug sein Hauptquartier in Brest-Litowsk auf und übernahm die Führung aller zentralen Truppen an der Weichsel. Er erkannte schon vor dem deutschen Angriff, dass jetzt der Schwerpunkt der Operationen im Raum Warschau lag, und befahl sowohl von der Südwestfront, wie von der Nordfront die Abgabe bedeutender Kräfte für die bedrohte Front im Mittelabschnitt. Am 19. September traf sich der Großfürst mit Russki in Białystok, am 26. September besuchte er General Nikolai Iwanow in Cholm und besprach das weitere Vorgehen.
Infolge des deutschen Vormarsches musste die Südwestfront ihren bereits geplanten Vormarsch in Galizien abbrechen und zwei Armeen (4. und 5. Armee) freimachen. Als Vorhut war bereits das russische XXV. Korps unter General Sujew in Umgruppierung zur Weichsel und zwischen Nowo Alexandria bis Iwangorod aufmarschiert. Dort hatte bisher nur starke Kavallerie unter General Nowikow bis zur Nida vorgetastet.
Zudem musste ab 23. September die an der Weichsel stehende 9. Armee unter General Letschitzki ihren Vorstoß in Richtung Krakau einstellen und ihre nördliche Flanke mit zwei Korps (XIV. und XVIII.) auf das nördliche Weichselufer bis Josefow verlängern.
Die Gruppe des Generals Delsalle mit der 75. und 80. Reserve-Division langte im Raum Opatow ein, die 1. Don-Kosaken-Division und die 13. Kavallerie-Division rückten auf die Nida vor. Mit der 4. Armee unter General Ewert wurde folgend die Weichsellinie nördlich von Iwangorod bis Magnuszew verlängert.
Mit dem später ebenfalls folgenden Gardekorps und der 5. Armee unter Pawel Plehwe wurde die Front bis in den Raum Siedlce aufgefüllt und die im Raum südöstlich Warschau stehenden Kräfte bei Gora Kalwarja verstärkt.
Die russische 3. Armee und die Blockadearmee von Przemysl hielt man für die Front in Galizien für ausreichend um die bereits geschlagenen Österreicher am San in Schach zu halten. Mit der Vorhut der 4. Armee wollte Nikolai Nikolajewitsch zunächst die Deutschen in der Linie Radom–Opatów stellen, um dann westlich oder südwestlich Iwangorod die entscheidende Schlacht zu schlagen. Nördlich der Weichsel konnte er bis Mitte Oktober 19 Infanterie- und 8 Kavalleriedivisionen mit über 350.000 Mann zusammenziehen.

## Vormarsch der Mittelmächte
Am 29. September begann der deutsche Vormarsch nach Osten. Am 30. September hatte die 9. Armee mit ihrer Masse – in vorderer Linie XI. Armeekorps, Garde-Reserve-Korps und XX. Armeekorps, in zweiter Linie hinter dem XI. Korps, das Landwehrkorps die Gegend von Chmielnik – Kielce und nordwestlich dieser Punkte erreicht.
Zum Schutze der Nordflanke rückwärts gestaffelt, war das XVII. Armeekorps bis westlich Konsk, das Korps Frommel bis Petrikau und westlich gelangt. Letzteres Korps verfügte über die Hauptreserve von Posen (die Landwehr-Division Bredow), die 8. Kavallerie-Division und die aus Thorn anrollende 35. Reserve-Division. Diese Kräfte sollten den Nordflügel der 9. Armee beim Vorstoß gegen Lodz abdecken.
Den wenig bedrohten westlicher liegenden Grenzraum zwischen dem rechten Flügel der 9. Armee und der Festung Thorn, deckte der Landsturm Breslaus, sowie das Stellvertretende Generalkommando des V. und II. Armeekorps, etwa an der Grenzlinie von Sieradz nordwärts bis zur Weichsel. Dabei ging die Landwehr-Division Bredow aus dem Raum Kalisch, die 8. Kavallerie-Division von Kempen auf Petrikau und vom Norden her die 35. Reserve-Division auf Lodz vor.
Aus dem Raum Tschenstochau rückte das XVII. Armeekorps unter General August von Mackensen mit der 35. und 36. Division gegen Nowo-Radomsk, das XX. Armeekorps unter Friedrich von Scholtz  mit der 37. und 41. Divisionen, sowie das Garde-Reserve-Korps unter General von Gallwitz nördlich des Lysa Gora nach Osten vor. Die Russen leisteten hier zunächst keinen Widerstand und zogen sich zur Weichsel zurück.
Bis zum 4. Oktober erreichte das Korps Frommel an der Nordflanke die Linie Opoczno – Rawa, das XVII. Armeekorps stand in der Gegend westlich Radom, das XX. Korps rückte auf Ilza vor. Das Garde-Reservekorps war mit der 3. Garde- und 1. Garde-Reserve-Division über Kielce auf Ostrowiec nach Südosten abgeschwenkt. Südlich der Lysa Gora war das XI. Korps unter General Otto von Plüskow mit der 22. und 38. Division im Anmarsch auf Opatow.
Die zu Angriffsbeginn das Nordufer der Weichsel sichernde k.u.k. Armeegruppe Kummer war bereits aufgelöst und ihre Verbände der Armee Dankls zugeführt worden. Die k.u.k 1. Armee hatte sich Ende September mit dem I. Korps unter General Karl von Kirchbach südlich von Pintschow an der Nida versammelt und war bis zum 4. Oktober auf Klimontow vorgegangen. Das schlesische Landwehrkorps Woyrsch deckte dabei den Aufmarsch des linken Flügels Dankls. Das österreichische Kavallerie-Korps Korda (k.u.k. 3. und 7. Kavallerie-Divisionen) deckte beidseitig die Flanken des nach Osten vorgehenden k.u.k. I. Korps (5. und 12. Division, 46. Landwehr-Division, 35. Landsturm-Brigade, Polnische Legion), bei Sandomir und stieß man mit der zur Weichsel zurückgehenden russischen Nachhut zusammen.
Zur Weichsel hin marschierte als Verstärkung Dankls auch die 37. Honved-Division und die 106. Landsturm-Division auf. Gegenüber zwischen Opatow-Klimontow verteidigte die russische Korpsgruppe Delsalle, ihr unterstanden dabei die Garde-Schützen-Brigade, die 2. Schützen-Brigade und die 80. Reserve-Division. Das k.u.k. V. Korps unter General Puhallo folgte mit der 37. Honved-Division, der 14. und 33. Infanteriedivision über die Weichsel nach Norden, das k.u.k. X. Korps verblieb vorerst noch am Südufer der Weichsel in Front, verstärkte aber ab Mitte Oktober General Dankl in seinem neuen Abschnitt vor Iwangorod.
Bis zum 8. Oktober konnte die deutsche Nordgruppe unter General Mackensen (XVII. Armeekorps und Korps Frommel) fast ungehindert auf Warschau vorgehen; die Südgruppe unter General Gallwitz (XX. Armeekorps und Garde-Reservekorps) war aber bereits an der Weichsel beiderseits Iwangorod in schwere Kämpfe verwickelt; das Korps Woyrsch verteidigte im Anschluss daran die Weichsel südwärts und hielt Fühlung mit der k.u.k. 1. Armee.
Die nördliche Gruppe der 9. Armee unter Mackensen (das XX. und XVII. Korps) erreichte die Weichsel am 9. Oktober und bereitete das weitere Vorgehen nach Norden vor. Mackensens Truppen standen nur noch zwölf Kilometer vom äußeren Festungsgürtel Warschaus entfernt. Das XVII. Armee-Korps rückte über Radom scharf nordwärts ab, überschritt die Pilica und stieß bei Grojec auf Feind. Die 37. Division drängte den am Westufer stehenden Feind bei Kalwarja auf die Weichsel zurück. Die 41. Division rückte gedeckt durch die k.u.k. 3. Kavalleriedivision auf die Pilicamündung vor.
Das Garde-Reserve-Korps hielt bis zur Ablöse durch die Österreicher die russischen Kräfte vor Iwangorod in Schach. Das deutsche XI. Korps trat bei Opole kurzfristig in den Verband der k.u.k. 1. Armee über, welche bereits starken russischen Druck ausgesetzt war. Bei den hier gegenüberliegenden Kräften bildete der Wieprz südlich Iwangorod die Armeegrenze zwischen der russischen 4. und 9. Armee.

## Russische Gegenoffensive ab 9. Oktober

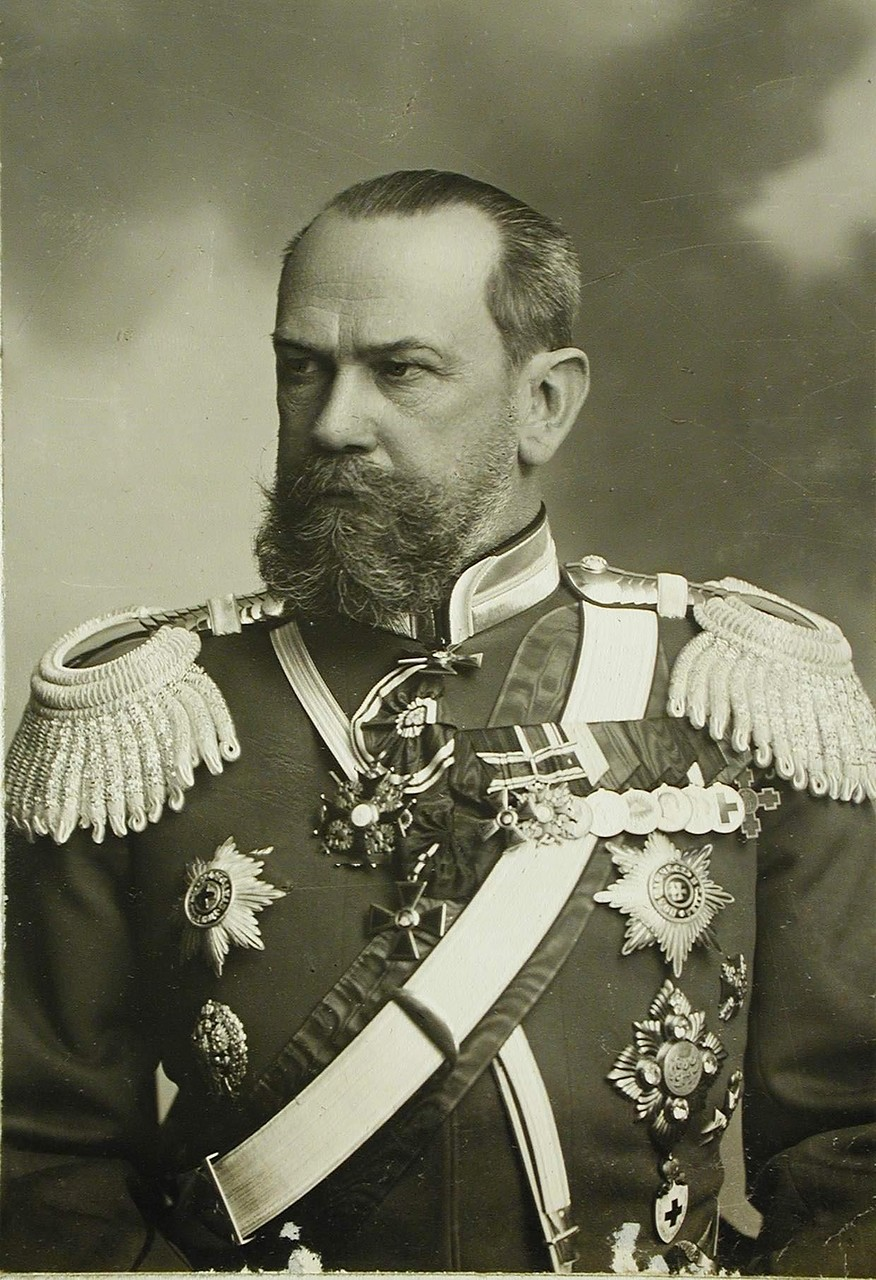
Alexej Ewert, Oberbefehlshaber der russischen 4. Armee

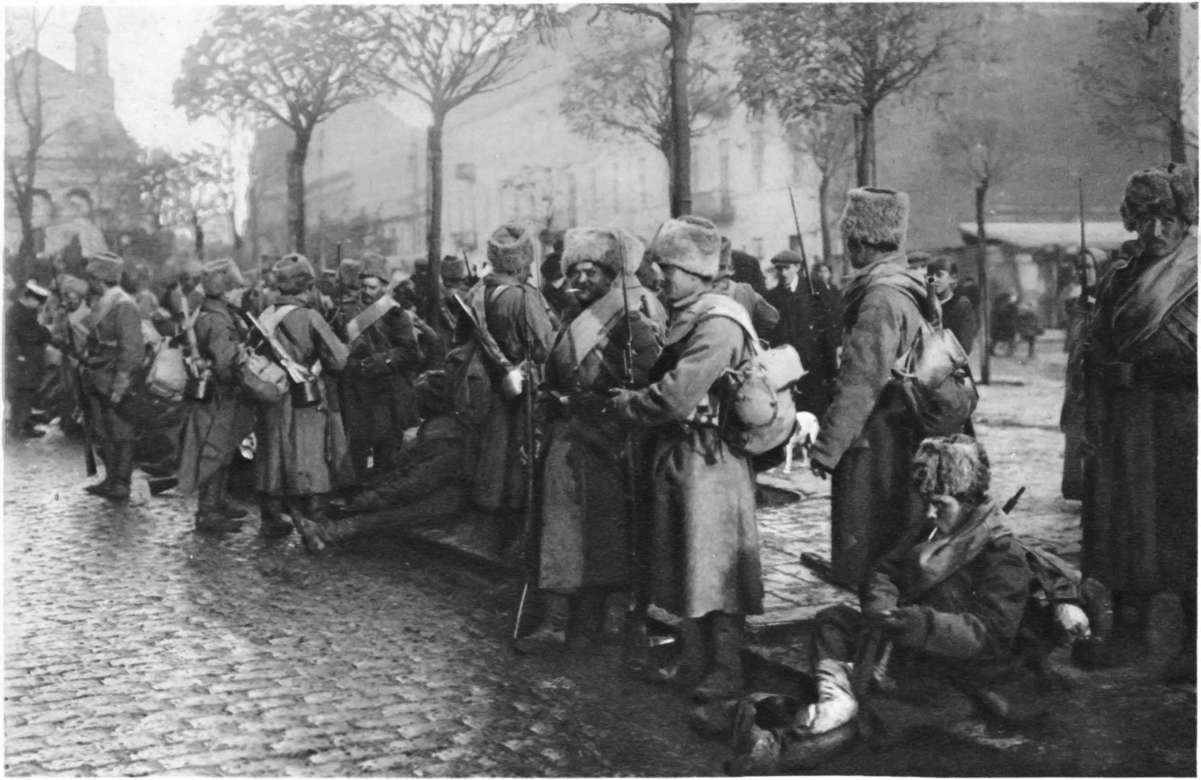
Sibirische Soldaten in Warschau

Großfürst Nikolaj Nikolajewitsch hatte die linksufrigen Brückenköpfe an der Weichsel in defensiver Abwehr erfolgreich festgehalten, seine aus Galizien im Raum südlich Warschau eintreffende 5. Armee trat jetzt zum Gegenangriff gegen den schwachen Nordflügel der deutschen 9. Armee an. Vom 9. Oktober ab kam es in Ausführung dieser Befehle auf einer 160 Kilometer breiten Front zwischen Warka und Annopol zu sehr ernsten Kämpfen. General Russki hatte in Litauen starke Kräfte freigemacht und brachte zum Schutze Warschaus bedeutende Verstärkungen zusammen. Nacheinander trafen die Verbände am Narew, im Raum Pultusk und in Warschau ein.
Die Verteidigung im Raum Warschau und nördlich der Weichsel bis Nowo-Georgiewsk übernahm die 2. Armee unter General Sergei Scheideman. Gegenüber der südlichen Grenze Ostpreußens verblieb die Gruppe Narew, die wiederum Mitte Oktober durch die aus Litauen herangeführte 1. Armee unter General Paul von Rennenkampff abgelöst wurde. In der entscheidenden Schlussphase der Schlacht an der Weichsel wurde die 5. Armee unter General Pawel Plehwe von der mittleren Weichselfront abgezogen und übernahm die Befehlsführung zwischen Rawka und Bzura mit Front nach Südwesten.
Am 11. Oktober hatte Hindenburg sein Hauptquartier von Radom nach Kielce vorverlegt.
Das Garde-Reservekorps, rechts ihm zur Seite das Landwehrkorps Woyrsch, griff bereits die russischen Brückenköpfe am westlichen Weichselufer zwischen Iwangorod bei Nowo-Aleksandria an. Die 3. Garde-Division und die nachkommende 3. Landwehr-Division drängten den Feind bei Kosjenice zur Weichsel zurück.
Ab dem 13. Oktober ging die russische 5. Armee bei Gora Kalwarja auf das westliche Weichsel-Ufer über und marschierte im südwestlichen Vorfeld Warschaus auf. Am 15. Oktober hatte Mackensens Nordgruppe den linken Flügel bis zur Bzura ausgedehnt und wurde jetzt heftig von der im Raum Lowicz aufmarschierenden russischen 2. Armee angegriffen. Conrad von Hötzendorf stellte der deutschen 9. Armee sofort die k.u.k. 3. und 7. Kavallerie-Division zur Verfügung, um sich gegenüber den überlegenen russischen Reitermassen an der Rawka und vor Warka behaupten zu können.
Den Deutschen war das zentrale Polen wenig bekannt, auch traten jetzt immer größere Schwierigkeiten mit der Versorgung auf, zudem war kein ausreichendes Verkehrs- und Kommunikationsnetz vorhanden. Dringend notwendige Verstärkungen und Versorgung zur 9. Armee zu transportieren, war nur unter größten Schwierigkeiten und Zeitverlusten machbar.
Bereits am 17. Oktober erkannte Generaloberst Hindenburg, dass die Schlacht für ihn verloren war. Die russischen Kräfte hatten bereits eine bedrohliche Übermacht erreicht. Generaloberst Hindenburg ordnete den Rückzug an, er versuchte aber seinen Angriff gegen Warschau solange fortzuführen, bis die Entscheidung der gleichzeitig in Galizien stattfindenden Schlacht am San zwischen den Österreichern und Iwanow entschieden war. Die nördliche Gruppe unter Mackensen erhöhte den Druck vor Blonie nochmals und entlastete die Österreicher durch die Bindung starker russischer Kräfte.
Mackensen hatte den Befehl, in der Nacht zum 19. Oktober die noch behaupteten Stellungen vor Warschau zu räumen und in die Front Rawa – Skierniewice – Lowicz zurückzugehen. Das Garde-Reservekorps mit der k.u. k. 3. Kavallerie-Division stand südlich Warka zwischen der Pilica und Radomka so bereit, dass es nach Bedarf die k.u.k. Armee Dankl vor Iwangorod unterstützen oder die Gruppe Gallwitz beistehen konnte. Der Versuch der zentralen Gruppe Gallwitz – jetzt im Kern aus dem XX. und XI. Armeekorps zusammengesetzt – aus dem Raum Nowe Miasto über die Pilica gegen die große Straße von Warschau auf Skierniewice vorzugehen war bereits im Voraus zum Scheitern verurteilt.

## Niederlage der Österreicher vor Iwangorod

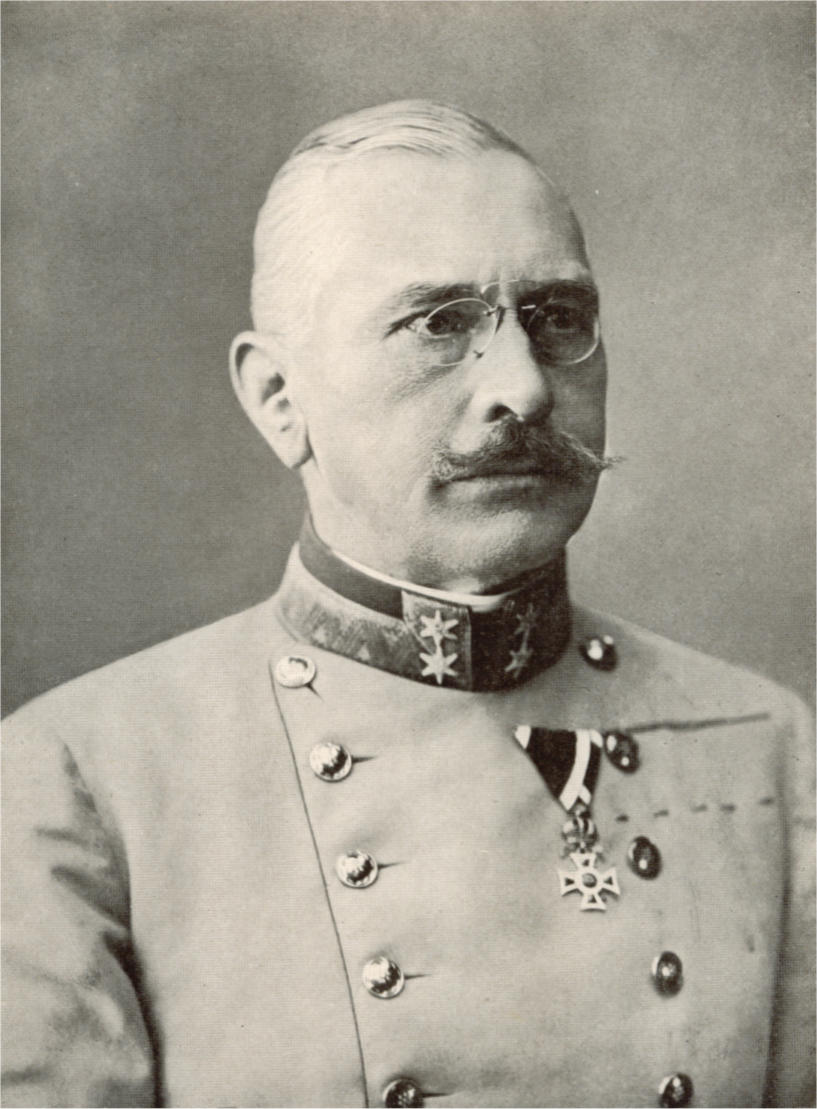
General Viktor Dankl, Oberbefehlshaber der österreichisch-ungarischen 1. Armee

Leopold Freiherr von Hauer als General

Bis zum 19. Oktober hatte die österreichisch-ungarische 1. Armee das an der Weichsel stehende deutsche XI. Armeekorps und das Landwehrkorps südlich von Iwangorod abgelöst und sollte zur Stütze der deutschen 9. Armee mit zwei Korps die Offensive gegenüber der russischen 4. Armee beginnen. Im Anschluss an den rechten Flügel des zum Angriff auf Iwangorod bestimmte V. Korps (General Puhallo) sicherte österreichischer Landsturm, die 35. Brigade und die 106. Division an der Weichsel.
Der für 22. Oktober angesetzte Angriff wurde schnell durch einen russischen Gegenangriff zurückgeworfen. Das k.u.k. I. Korps (General Kirchbach mit der 43., 12., 46. und 5. Division) und das V. Korps (General Puhallo mit der 33., 14. und 37. Division) begannen den Angriff auf breiter Front: am rechten Flügel fand man noch keinen Gegner, die Mitte gewann zunächst einiges Gelände, am linken Flügel stieß die österreichisch-ungarische 12. Division bei Jedlnia bereits am frühen Morgen auf starken russischen Widerstand. An diesem Tag konnte der Angriff des russischen XVII. und III. kaukasischen Korps vom k.u.k. I. Korps gerade noch aufgefangen werden. General von Gallwitz sah sich angesichts der kritischen Lage bei den Österreichern und gegenüber dem russischen Grenadierkorps im Raum Golwatschew die Notwendigkeit den Rückzug des Garde-Reservekorps auf das linke Radomka-Ufer bei Nacht umgehend auszuführen. General Dankl versuchte am 23. Oktober noch mit seinem rechten Flügel – dem V. Korps über Zwolen einen weiteren starken Angriff in Richtung zur Weichsel anzusetzen. General Letschizki ließ aber bereits bei Nowo Alexandria die russische Garde-Division auf das westliche Ufer übersetzen und verstärkte die 9. Armee zusehends. Dankl südlichstes Korps, das k.u.k. X. Korps (106., 2. und 24. Division) konnte überhaupt nicht an den Angriffen teilnehmen und sah sich beim Versuch den Weichsel-Übergang bei Sandomir zu bewerkstelligen, alleine durch die am anderen Ufer aufgefahrene Artillerie der russischen 9. Armee gestoppt. Das Oberkommando der russischen 4. Armee (General Ewert) ließ am 24. und 25. Oktober mit dem XVI., XVII. und dem III. kaukasischen Korps die Weichsel überschreiten, unterhalb Iwangorod rückte die russische 9. Armee mit dem XIV., XV., und XVIII. Korps, sowie dem Gardekorps über den Weichsel-Abschnitt vor. Währenddessen hatte auch südlich der Weichsel die k.u.k. 4. Armee gegenüber der russischen 3. Armee die eigenen Angriffe in der Schlacht am San verlustreich abbrechen müssen.
Am 26. Oktober sah sich General Dankl den Angriffen von fünf russischen Korps ausgesetzt und musste das I. und V. Korps unverzüglich auf die Zwischenlinie Radom-Skaryszew-Kazanow zurückziehen. Der allgemeine Rückzug der Österreicher bis zum 31. Oktober hinter die Opatowka wurde links außen vom Kavalleriekorps des Generals Hauer (2., 3. und 9. Kavallerie-Division) und vom deutschen Garde-Reservekorps erfolgreich gegen russische Umfassungsversuche gedeckt.

## Auswirkung der Schlacht
Der bereits seit 17. Oktober eingeleitete Rückzug der deutschen 9. Armee endete am 31. Oktober in den Ausgangsstellungen an der schlesischen Grenze. Anfang November war die 9. Armee etwa dort angelangt, von wo sie bei Monatsbeginn angetreten war; 42.000 Soldaten waren gefallen oder verwundet worden. Die k.u.k. 1. Armee hatte über ein Drittel ihrer Truppenzahl eingebüßt.
Der erste Versuch Hindenburgs, durch einen Stoß auf Warschau die Russen von der Weiterführung ihres Vormarsches in Galizien abzuhalten, war vollständig gescheitert. Die österreichische Sanlinie in Galizien war auch nach Abzug starker russischer Kräfte trotzdem zusammengebrochen, die k.u.k. Armee wurde von der russischen 3. und 8. Armee in den Raum Krakau – Neu-Sandez – Karpatenpässe zurückgedrängt. Die russische Südwestfront bereitete den Angriff auf die Festung Krakau vor, die am 8. Oktober kurzfristig entsetzte Festung Przemysl wurde erneut eingeschlossen, der Einfall der Russen in Nordungarn stand bevor.
Generaloberst von Hindenburg wurde am 1. November 1914 zum Oberbefehlshaber Ost ernannt, den Oberbefehl über die 9. Armee übernahm General Mackensen. Bereits am 3. November wurde die Verschiebung der Masse der deutschen 9. Armee (XI., XVII. und XX. Armeekorps) in den Raum Hohensalza befohlen. Zur Sicherung von Oberschlesien und der linken Flanke der Österreicher wurden das Garde-Reservekorps, die 35. Reserve-Division und das Landwehrkorps im Raum Tschenstochau belassen.
Schon Mitte November begann Mackensen zur Entlastung der Österreicher einen neuen Angriff, der in der Schlacht um Łódź mündete. Erst der Abwehrerfolg in der Schlacht bei Krakau Mitte November und die österreichische Gegenoffensive zwischen Limanowa-Lapanow konnten die Front in Westgalizien bis Mitte Dezember 1914 notdürftig stabilisieren.

## Beteiligte Kräfte

### Mittelmächte
Deutsche 9. Armee unter Generaloberst Paul von Hindenburg, ab 2. November von Mackensen
- Kombiniertes Korps Frommel mit der 35. Reserve-Division, 8. Kavallerie-Division, 21. Landsturm-Brigade, Landwehr-Division Bredow
- XVII. Armee-Korps unter General der Kavallerie August von Mackensen mit der 35. und 36. Division
- XX. Armee-Korps unter General der Artillerie Friedrich von Scholtz mit der 37. und 41. Division
- Garde-Reserve-Korps unter General der Artillerie Max von Gallwitz  mit der 3. Garde-Infanterie- und 1. Garde-Reserve-Division
- XI. Armee-Korps unter General der Infanterie Otto von Plüskow mit der 22. und 38. Division
- Landwehrkorps unter General Remus von Woyrsch mit der 3. und 4. Landwehr-Division

k.u.k. 1. Armee unter General der Kavallerie Viktor Dankl
- Kavallerie-Korps Korda (3. und 7. Kavallerie-Divisionen) – Mitte Oktober zur Gruppe Mackensen
- I. Korps unter Karl von Kirchbach (5. und 12. Infanterie-Division, 46. Landwehr-Division, 35. Landsturm-Brigade, Polnische Legion)
- V. Korps unter Paul Puhallo (14. und 33. Infanteriedivision, 1. Landsturm-Brigade)
- X. Korps unter Hugo Meixner von Zweienstamm (2. und 24. Infanterie-Division, 45. Landwehr-Division)
- Anfang Oktober: 43. Landwehr-Division
- Mitte Oktober von der k.u.k. 4. Armee: 37. Honved-Division, 106. Landsturm-Division, 100. und 110. Landsturm-Brigade
- Ab 23. Oktober: Kavalleriekorps Hauer (9. und 11. Kavallerie-Division)

### Russisches Reich
Nordwestfront General der Infanterie Nikolai Russki
Armee-Gruppe Narew unter General Nikolai Pawlowitsch Bobyr
- Festung Nowo-Georgijewsk (79. Reserve-Division)
- Befestigungsraum Warschau – XXVII. Korps unter General der Infanterie Dmitri Wassiljewitsch Balanin (63. und 77. Reserve-Division)
- 6. Kavallerie-Division, Kaukasische Kavallerie-Division, Kosaken Division Kasnakow

2. Armee unter General der Infanterie Sergei Scheideman
Ende September bestehend aus dem:
- I. Korps unter Generalleutnant Alexander Duschkjewitsch (22. und 24. Division)
- 1. Sibirisches Korps unter General der Kavallerie Michail Pleschkow (1. und 2. sibirische Schützendivision)

am 3. Oktober verstärkt durch Einheiten von der 1. Armee:
- II. Korps unter General der Infanterie Alexei Tschurin (26. und 43. Division)
- XXIII. Korps unter Generalleutnant Wladimir Olochow (3. Garde-Division, eine Brigade der 2. Division, 1. Schützen-Brigade)

am 8. Oktober verstärkt durch Einheiten von der 10. Armee
- 2. Sibirisches Korps unter General der Infanterie Arkadi Walentinowitsch Sytschewski (4. und 5. sibirische Schützendivision)

am 10. Oktober durch die von Petersburg kommende: 50. Division
am 14. Oktober verstärkt durch Einheiten von der 1. Armee:
- IV. Korps unter General der Artillerie Eris Giray Alijew (30. und 40. Division)
- 6. Sibirisches Korps unter General Wasilijew (13. und 14. sibirische Schützendivision)

am 16. Oktober verstärkt durch Einheiten von der 4. Armee: Kavallerie-Korps Nowikow (s. u.)
5. Armee unter General der Infanterie Pawel Plehwe
- V. Korps unter General der Kavallerie Alexander Litwinow (7. und 10. Division)
- XIX. Korps unter General der Infanterie Wladimir Gorbatowski (17. und 38. Division)
- XVII. Korps unter General der Infanterie Pjotr Jakowlew (3. und 35. Division)

Südwestfront General der Infanterie Nikolai Iwanow
4. Armee unter General der Infanterie Alexei Ewert
- Grenadier-Korps unter General der Artillerie Josif Mrozowski (1. und 2. Grenadier-Division)
- Gruppe Delsalle (75. und 80. Reserve-Division, 1. Don Kosaken Division)
- Festung Iwangorod (81. Reserve-Division)
- XVI. Korps  unter General der Infanterie Platon Geisman, ab 13. Oktober General Wladislaw Klembowski (41. und 47. Division)
- 3. Kaukasisches Korps unter General der Infanterie Wladimir Irmanow (21. und 52. Division)
- Kavallerie-Korps Nowikow unter Generalleutnant Alexander Nowikow (bis zum 14. Oktober) (5., 8. und 14. Kavallerie-Divisionen, Turkestan Kosakenbrigade und 4. und 5. Don Kosaken-Division)

9. Armee unter General der Infanterie Platon Letschizki
- Garde-Korps unter General der Kavallerie Wladimir Besobrasow (1. und 2. Garde Division, Gardeschützenbrigade)
- XXV. Korps unter General der Infanterie Alexander Ragosa (3. Grenadierdivision und 46. Division)
- XIV. Korps unter General der Infanterie Hippolyt Paulinowitsch Woyshin-Murdas-Schilinski (18. und 45. Division, sowie der 2. Schützenbrigade)
- XVIII. Korps unter General der Kavallerie  Nikolai Krusenstern (23. und  37. Division)
- 13. Kavallerie-Division, Leibgarde Ulanen-Brigade (General Gustaf Mannerheim), Ural Kosaken-Division